# وادي عمد
وادي عمد هو أحد مديريات وادي وصحراء حضرموت، ويقع بأعالي وادي حضرموت من الجهة الغربية، يحده من الشرق وادي دوعن، ومن الغرب وادي رخية ومن الشمال مديرية حريضة ومن الجنوب مديرية الضيلعة، ويبلغ عدد سكانه حوالي 36  ألف نسمة، وينقسم الوادي إلى جهتين الشرقية والغربية، وتتناثر القرى والمدن على جانبيه، كما يبلغ طول الوادي من 70-80 كليو وبمساحته إجمالية تقدّر بحوالي ألف ومائة (1100) كيلو متر مربع.
ذكر وادي عمد في كثير من المنقوشات الحميرية القديمة، وتشير المصادر إلى أن أهله عبدوا إله القمر سين، حيث تتواجد في أسفل الوادي مآثر شاهدة على هذا الحضارة العريقة، كما يعتبر وادي عمد أول منطقة تنزع ولاء الطاعة عن السلطنة القعيطية، والتي كانت الشرارة الأولى لسقوط سلطنات الجنوب العربي وقيام جمهورية اليمن الديموقراطية الشعبية.

## التسمية
سمي الوادي قديمًا باسم وادي قضاعة، نسبة إلى قبيلة قضاعة أحد أشهر القبائل الحضرمية، كما يلقّب حاليًا باسم وادي عمد نسبة لمدينة عمد التي تقع في وسط الوادي تقريباً وهي المركز التجاري والإداري للوادي، والمدينة الأكبر بالنسبة لبقية قرى ومدن وادي عمد، وهناك بعض القرى المحيطة بها سنقوم بسردها تدريجيا في سياق سرد قرى ومدن الوادي أبتدأ من أسفل الوادي ألي أعلاه مع ذكر اسما قاطني تلك المناطق

## الاقتصاد
يعتمد سكان الوادي في كسب لقمة عيشهم على الزراعة وتربية النحل والمواشي منذ قديم الزمان وفي الوقت الحاضر اعتمدوا الغالبية العظمى من سكان الوادي على الاغتراب في دول الخليج العربي وقبل ذلك في جنوب شرق آسيا كالهند وإندونيسيا وإلى حد ما على تربية المواشي وتربية النحل أما بالنسبة إلى الزراعة فقل الاعتماد عليها. أسوة بكل وديان ومناطق حضرموت الداخل الأخرى. علماً بان الزراعة تعتمد على مياه الأمطار الموسمية أما المزروعات الأساسية هي الذرة والسمسم بنسبة قليلة جداً وكذلك واللوبيا (الدجر).
الروافد المائية : تتفرع من وادي عمد العديد من الأودية والشعاب والتي تغذي الوادي بالسيول عند هطول الأمطار ومن أهمها: صبله وبجود بالرضحين وبدح بشراقي باسليمان والشعبات ومرفد ويثول بحنكة الباصليب وسدة وحبرة والشجن وعنق والخضيراء وتبرعة (الأودية والشعاب تنازلية من الأعلى إلى الأسفل).

## العادات والتقاليد
معظم عادات أهالي وادي عمد متقاربة فيما بينها، في الزواج وفي فض المنازعات والأعياد واستقبال شهر رمضان وإحياء لياليه، أو إقامة المناسبات الدينية ودفن الموتى واستقبال الضيوف والعوائد الاجتماعية الأخرى، كما يلبس أهالي الوادي ملبسًا موحدًا مثل بقية أهالي وديان حضرموت، ويشتهر أهالي الوادي بالموروثات الفلكورية الحضرمية والرقصات الشعبية كالشرح والدان والزوامل وغيرها من الموروثات الأخرى.
وفي الوادي تختلف اللهجات من منطقة إلى منطقة ومن قرية إلى أخرى بل وفي بعض القرى تختلف اللهجة من شريحة إلى شريحة أخرى.